# Religiöser Sozialismus
Als Religiösen Sozialismus bezeichnet man das Eintreten von Angehörigen des Christentums aus Gründen ihres Glaubens für eine sozialistische Gesellschaftsordnung. Der Begriff bezeichnet ursprünglich eine Strömung im deutschsprachigen Protestantismus, die um 1900 in der Schweiz entstand. Aus ihr ging in der Weimarer Republik eine evangelische Kirchenpartei hervor, die sich 1926 als Bund der religiösen Sozialisten Deutschlands (BRSD) organisierte. Vergleichbare Strömungen entstanden auch in anderen christlichen Konfessionen und Staaten.
Sie deuten bestimmte Traditionen und Texte der Bibel wie das Gebot des Erlassjahrs, der Nächstenliebe, die prophetisch-apokalyptische Erwartung vom Reich Gottes, die Bergpredigt, die Kritik am Mammon und die Gütergemeinschaft der Jerusalemer Urgemeinde als Impulse und Verpflichtung, die gegenwärtige vom Kapitalismus bestimmte Gesellschaftsordnung zu überwinden. Insbesondere das Evangelium Jesu von Nazaret mit seiner Option für die Armen verlange aktuell eine bewusste Entscheidung für den Sozialismus.

## Begriff
Die Schweizer evangelischen Theologen Hermann Kutter und Leonhard Ragaz prägten die Wortverbindung Religiöser Sozialismus und die Selbstbezeichnung Religiöse Sozialisten 1906, um sich von nichtreligiösen Sozialisten und antisozialistischen Christen abzugrenzen und Anhänger in allen christlichen Konfessionen anzusprechen. Ragaz erklärte damals, er habe den Begriff zufällig gewählt, fasste seine Bedeutung aber nach 1926 wie folgt zusammen:

„Der religiöse Sozialismus ist ein Verständnis des ganzen Christentums, das dessen sozialen Sinn ins Licht stellt. […]
 Der religiöse Sozialismus ist ein Verständnis des ganzen Sozialismus, das dessen religiösen Sinn ins Licht stellt.“

Demnach bezeichnete die Wortverbindung keinen anderen, besonderen Sozialismus und keine andere, besondere Religion, sondern ein besonderes Verständnis der vorhandenen Konzepte des Sozialismus und des christlichen Glaubens mit dem Anspruch, deren wahren Sinn aufzudecken. Die Schweizer Religiösen Sozialisten nahmen damit bewusst eine grundsätzlich positive Haltung zur Sozialdemokratie ein. Sie unterschieden sich damit von als „christlich-sozial“ oder Christlicher Sozialismus bezeichneten Ideen, die gegen Sozialismus und Sozialdemokratie gerichtet waren.
Karl Barth forderte kurz nach seinem Eintritt in die Sozialdemokratische Partei der Schweiz im Februar 1915:

„Ein wirklicher Christ muß Sozialist werden (wenn er mit der Reformation des Christentums Ernst machen will!). Ein wirklicher Sozialist muß Christ sein, wenn ihm an der Reformation des Sozialismus gelegen ist.“

Christentum und Sozialismus hätten beide gegenüber dem Weltkrieg kläglich versagt und könnten daher nur noch miteinander zu ihren je eigenen Zielen zurückfinden. 1917 präzisierte er: Es handele sich um einen neuen, praktischen Aufbruch aus je eigener Identität, nicht darum, zwischen dem bisherigen Christentum und bisherigen Sozialismus „irgendwelche Vermittlungen und Brücken“ zu suchen. „Christlich-sozial ist wirklich ein Unsinn.“ Christen könnten den Sozialismus in Gestalt der Sozialdemokratie nur ganz oder gar nicht anerkennen. Letzteres müssten sie tun, um Gott als dem Herrn der Geschichte wieder die Ehre zu geben.
Paul Tillich erklärte 1919: Religiöser Sozialismus sei eine notwendige Aufklärung des Sozialismus über sich selbst, nämlich über seine geschichtsphilosophische Aufgabe. Er definierte den Begriff 1930 so:

„Religiöser Sozialismus ist der Versuch, den Sozialismus religiös zu verstehen und aus diesem Verständnis heraus zu gestalten und zugleich das religiöse Prinzip auf die soziale Wirklichkeit zu beziehen und in ihr zur Gestalt zu bringen.“

Die meisten im BRSD organisierten religiösen Sozialisten vertraten einen demokratischen Sozialismus. Dabei war das Verhältnis des BRSD zum Marxismus intern umstritten: Hans Müller (1867–1950) meinte 1927, das sozialistische Gesellschaftsideal könne nur durch den religiösen Sozialismus dauerhaft begründet werden. Die religiösen Sozialisten müssten die Arbeiterbewegung christianisieren und vom atheistischen Marxismus lösen. Diese Position lehnte eine Mehrheit im BRSD 1928 ab und folgte stattdessen Erwin Eckert, der den Klassenkampf als historische Realität sah und bejahte. Der BRSD grenzte sich frühzeitig auch gegen den Nationalsozialismus ab. Nur wenige religiöse Sozialisten, darunter Eckert, unterstützten die KPD.

## Biblische Wurzeln

### Tanach / Altes Testament
Die verbreitete Produktionsweise in den Großreichen des Alten Orients war eine Sklavenhaltergesellschaft. Eine schmale Oberschicht besaß in der Regel den Großteil des fruchtbaren Ackerlandes in Form von Latifundien, die von einer großen Zahl landloser und weitgehend rechtloser Sklaven bearbeitet wurden. Sippen von mit dem Weidewechsel einsickernden Halbnomaden besaßen zwar ebenfalls Sklaven, aber keine großen Ländereien. Sie konnten leicht in Abhängigkeit von Stadtstaaten Kanaans oder in die Sklaverei umgebender Großreiche geraten, die auch in ertraglosen Jahren über Getreidevorräte verfügten.
Aus verschiedenen halbnomadischen Sippen und Gruppen ehemaliger Sklaven wuchs allmählich das Volk Israel. Es betrachtete das „gelobte Land“ als Geschenk seines Gottes JHWH, der sich ihm als Befreier aus der Sklaverei bekannt gemacht habe (Ex 3,7 ). Der Tanach, die hebräische Bibel, verlangt eine sozial gerechte Gesellschaftsordnung als verbindliches Recht dieses Gottes (Tora). Als obersten Grundsatz des biblischen Boden- und Besitzrechts nennt die Tora Gottes Aussage (Lev 25,23 ): „Mein ist das Land, und ihr seid Fremdlinge und Gäste bei ihm.“ Weil alle Erbgüter der Israeliten bloß von Gott „gepachtet“ seien, seien die vermeintlichen Landbesitzer nur „Gäste“ und „Fremde“ wie die von ihnen abhängigen Juden oder Nichtjuden. Damit begründet die Tora das Gebot des Erlassjahres. Danach sollte jeder Israelit nach spätestens 50 Jahren seinen Anteil am Boden Israels zurückerhalten und gegebenenfalls aus Schuldsklaverei entlassen werden (Lev 25,8–31 ). Diese gerechte Umverteilung des Bodenbesitzes sollte die Gleichheit aller Israeliten mindestens einmal pro Generation sozialökonomisch wiederherstellen, so verarmten, in Schuldenabhängigkeit geratenen Landlosen eine Zukunftsperspektive eröffnen und die Grundbesitzer zu ihrer Freilassung verpflichten. Menschliche Besitz- und Herrschaftsverhältnisse sind demnach nicht ewig, sondern müssen nach dem Willen des Gottes Israels regelmäßig zugunsten der Besitzlosen verändert werden.
Demgemäß enthält die Tora eine Reihe von Geboten, die die Lebensrechte mittel- und rechtloser Minderheiten schützen sollten: etwa der Witwen, Waisen und Fremden. Fremde, die sonst meist rechtlos waren, stellt die Tora mehrfach unter besonderen Schutz und gebietet ihnen gegenüber die gleiche Nächstenliebe wie Juden untereinander (Lev 21,33f. ). Am Verhalten zu ihnen entscheidet sich für die Tora, ob das israelitische Gemeinwesen überhaupt von Gerechtigkeit geprägt ist. Allerdings unterschied die Tora die Schutzrechte israelitischer und nichtisraelitischer Sklaven.
Nachdem um 1000 v. Chr. das Reich Davids und Solomons als Erbdynastie gegründet worden sein soll, soll sich dort eine den umgebenden Großreichen analoge Latifundienwirtschaft entwickelt haben, die für die Nachfolgestaaten Nordreich Israel und Südreich Juda biblisch bezeugt ist. Der Königshof eignete sich frei gewordenes Erbland israelitischer Bauern an oder erzwang dessen Verkauf durch hohe Abgaben. Dagegen traten seit etwa 850 v. Chr. Propheten auf, die die Könige Israels und Judas an das Gottesrecht der Besitzlosen erinnerten (1 Kön 21 ; Am 2 ; Jer 34,8ff. ) und scharfe Gesellschaftskritik am Verhalten der Besitzenden übten (zum Beispiel Am 5,11f ):

„Darum, weil ihr die Armen unterdrückt und nehmt von ihnen hohe Abgaben an Korn, so sollt ihr in den Häusern nicht wohnen, die ihr von Quadersteinen gebaut habt. Denn ich kenne eure Freveltaten, die so viel sind, und eure Sünden, die so groß sind, weil ihr die Gerechten bedrängt und Bestechungsgeld nehmt und die Armen im Tor [wo Recht gesprochen wurde] unterdrückt.“

Die Verheißung einer gerechten Zukunft für die aktuell Unterdrückten und Bedrängten wird hier zur scharfen Anklage gegen die Unterdrücker; außenpolitische Niederlagen werden als zwangsläufige Folge innenpolitischer Korruption des Rechts durch die Besitzenden gedeutet. Diese prophetische Kritik zeigt, dass die herrschenden Schichten in beiden Teilreichen Israels das Gebot des Erlassjahres missachtet oder ohnehin nie befolgt hatten. In der exilischen und nachexilischen Heilsprophetie (seit 586 v. Chr.) wurde die gerechte Umverteilung des Bodens, Aufhebung der Schuldsklaverei und damit der sozialen Gegensätze daraufhin fester Bestandteil der endzeitlichen Zukunftshoffnung. So verheißt Jes 61,1 , Gottes künftiger Messias werde ein Erlassjahr für die Armen ausrufen:

„Der Geist Gottes, des Herrn, ruht auf mir; denn der Herr hat mich gesalbt. Er hat mich gesandt, damit ich den Armen eine frohe Botschaft bringe und alle heile, deren Herz zerbrochen ist, damit ich den Gefangenen die Entlassung verkünde und den Gefesselten die Befreiung, damit ich ein Gnadenjahr des Herrn ausrufe ...“

In Jes 65,21f  heißt es zudem:

„Sie werden Häuser bauen und selbst darin wohnen, sie werden Reben pflanzen und selbst ihre Früchte genießen. Sie bauen nicht, damit ein anderer in ihrem Haus wohnt, und sie pflanzen nicht, damit ein anderer die Früchte genießt.“

Das Toragebot des Erlassjahres blieb also trotz seiner weitgehenden historischen Nichtbefolgung als Hoffnung auf eine endzeitliche gerechte Gesellschaftsordnung ohne Ausbeutung, in der alle gemeinsam leben und arbeiten und die Früchte ihrer Arbeit genießen können, erhalten.
Im Talmud wurde das Gebot des Erlassjahres aus praktischen Gründen aufgehoben: Den Juden gehörte das Land Israel nicht mehr, auch das biblische Zinsverbot erwies sich im Römischen Reich als undurchführbar. Die Toraschutzrechte wurden in Form einer detaillierten Armenfürsorge unter dem Oberbegriff der Barmherzigkeit bewahrt.

### Neues Testament
Jesus von Nazaret zitierte laut Lk 4,18ff  bei seinem ersten öffentlichen Auftritt in der Synagoge von Kafarnaum Deuterojesajas Verheißung eines endzeitlichen Erlassjahres (Jes 61,1):

„Der Geist des Herrn ruht auf mir; denn der Herr hat mich gesalbt. Er hat mich gesandt, damit ich den Armen eine gute Nachricht bringe; damit ich den Gefangenen die Entlassung verkünde und den Blinden das Augenlicht; damit ich die Zerschlagenen in Freiheit setze und ein Gnadenjahr des Herrn ausrufe.“

Er kommentierte dieses Bibelzitat mit dem einzigen Satz: „Heute hat sich das Schriftwort, das ihr eben gehört habt, erfüllt.“ Damit drückte er aus, dass sein Wirken das gebotene Erlassjahr endgültig verwirklichen werde, dieses vergessene Gebot also gültig geblieben sei. Jesu Seligpreisungen in der Bergpredigt (Mt 5,3–12 ) sagen den aktuell Armen, Trauernden, Machtlosen und Verfolgten zu, dass ihnen das Reich Gottes schon gehört und sie künftig auch die Erde (das Land, den Boden) besitzen werden. Laut Mt 11,2–15  verwies Jesus in seiner Antwort auf die Messiasfrage, die ihm Johannes der Täufer stellte, auf die Heilwirkungen seines Handelns, in dem sich Deuterojesajas Zukunftsverheißungen vom Evangelium für die Armen erfüllten. Seine von ihm berufenen Nachfolger ermutigte Jesus laut Mt 10,9ff  zum rückhaltlosen Verzicht auf Beruf, festen Wohnsitz und materielle Absicherungen. Er erlaubte ihnen laut Mk 2,23–28  bei akuter Hungersnot auch am Sabbat das Nahrungsammeln auf Feldern von Großgrundbesitzern und ordnete das Sabbatgebot Gegnern gegenüber dem Wohl des Menschen unter. Einen Großgrundbesitzer, der ihn fragte, wie er das ewige Leben erlangen könne, lud Jesus nach Mk 10,21ff.  zur Aufgabe seines ganzen Besitzes zugunsten der Armen ein und erklärt diese Einladung seinen Jüngern als (nur selten oder gar nicht befolgte) Vorbedingung für den Eintritt Reicher in das Reich Gottes. Mit seinem überraschenden Besuch bei einem der damals verhassten und ausgegrenzten jüdischen Eintreiber römischer Steuern („Zöllner“) bewegte Jesus ihn, den Armen geraubtes Gut vierfach zu erstatten (Lk 19,8 ).
An die Jesusüberlieferung anknüpfend, betont Apg 2,44  eine Gütermeinschaft der Jerusalemer Urgemeinde:

„Alle, die gläubig geworden waren, waren beieinander und besaßen alle Dinge gemeinsam.“

Im Konzept des lukanischen Doppelwerks löst dieses Gemeineigentum zum einen Jesu Zusage (Lk 18,30 ) ein: Die, die im Dienst am Reich Gottes Besitz, Beruf und Familie aufgeben, würden diese Güter schon zu Lebzeiten in der Gemeinschaft der Nachfolger Jesu wiedererhalten. Zum anderen erreichte die von der Gütergemeinschaft bestimmte Urgemeinde laut Apg 11,27–30  einen Lastenausgleich zwischen reichen und armen Gemeinden. Dieser Ausgleich realisiert das, was Lukas mit dem Pfingstwunder als Rolle und Aufgabe der Gesamtkirche darstellt: die endzeitliche Einheit aller Menschen im Reich Gottes (den Shalom bzw. den Völkerfrieden) vorwegzunehmen und anzubahnen. So machte Lukas das gerechte Teilen allen Eigentums unter Christen zum verbindlichen Vorbild für die Kirche aller Zeiten zugunsten aller Völker.

## Vorläufer

### Mittelalter
Als das Christentum zur Staatsreligion des Römischen Reiches aufstieg (313–380), entschärfte die christliche Theologie die radikalen Forderungen Jesu zunehmend oder deutete sie um. Kirchliche Bistümer und Klöster waren seit dem Frühmittelalter durch Adelsprivilegien eng in den aufkommenden Feudalismus eingebunden. Bischöfe und Äbte waren Großgrundbesitzer, die sich gegenüber ihren Untergebenen genauso wie weltliche Fürsten verhielten. Demgemäß missachtete die Großkirche die sozialkritischen, auf Besitzumverteilung für Besitzlose und eine für alle gerechte Sozialordnung zielenden Traditionen der Hebräischen Bibel weitgehend.
Nur christliche Minderheiten versuchten diese Tradition zu bewahren, konnten Gütergemeinschaft aber jahrhundertelang nur in von den Päpsten erlaubten katholischen Ordensgemeinschaften, in der Regel in Klöstern, praktizieren. Diese waren der Kirchenhierarchie untergeordnet und verlangten keine Änderung von Besitz- und Machtverhältnissen.
Im Hochmittelalter verschärften sich die sozialen Gegensätze und Belastungen der Leibeigenen. Neu gegründete Orden und andere christliche Gemeinschaften vertraten damals nicht nur ein weltabgewandtes Armutsideal, sondern versuchten den Besitzlosen direkt zu helfen und strebten Kirchenreformen an. Die um 1100 entstandenen Pauperes Christi pflegten einen asketischen Lebensstil, verwalteten ihre Eigentümer gemeinsam und teilten sie nach Bedarf ihrer Mitglieder. Auch die Katharer übten das Teilen des Besitzes mit den Ärmeren unter ihnen. Sie stammten vielfach aus der Oberschicht und wandten sich vornehmlich an diese. Petrus Valdes bildete um 1170 die Gemeinschaft der „Armen von Lyon“. Diese verteilten ihren Besitz an die Armen der Stadt und stellten so die mittelalterliche Ständeordnung in Frage. Die daraus entstandenen Waldenser, eine der heutigen „Friedenskirchen“, wurden deshalb von den Päpsten exkommuniziert und von den weltlichen Herrschern vertrieben und verfolgt.
Franz von Assisi forderte um 1200 erstmals Besitzverzicht für den katholischen Klerus und lebte diesen vor. Papst Innozenz III. erlaubte ihm 1210 das Predigen und die Gründung eines dem Armutsideal verpflichteten Ordens, lehnte es aber ab, den Reichtum der Kirche aufzugeben. Manche Franziskaner praktizierten Gemeineigentum als freiwillige Armut in Distanz zur kirchlichen und sozialen Normalität, andere wie die Minoriten wollten weiterhin die ganze Kirche reformieren und damit die Lage der Bevölkerungsmehrheit tendenziell verändern. Dieser Konflikt setzte sich unter späteren Päpsten des Mittelalters fort.

### Frühe Neuzeit
Im 15. Jahrhundert kam es infolge der immer stärkeren Verarmung großer Bevölkerungsteile häufiger zu lokalen und regionalen Absetzbewegungen und Revolten, die im 16. Jahrhundert in verschiedenen Ländern Europas in Bauernkriege mündeten. Christliche Minderheiten kritisierten die damalige Realität in Kirche und Gesellschaft mit dem Ideal der Urgemeinde und verlangten so eine Gesellschaftsveränderung zu Gunsten der Besitz- und Rechtlosen.
Der tschechische Reformator Jan Hus vertrat 1402 bis 1413 in Prag von den Waldensern beeinflusste Ideen. Aus seinen Anhängern, den Hussiten, gingen nach seiner Hinrichtung auch die tschechischen Taboriten hervor. Sie erhoben sich gegen Kaiser, Papst und Feudaladel und gründeten in der Stadt Tabor eine egalitäre Kommune. Dort praktizierten sie mit Bezug auf Apg 2 eine verbindliche Gütergemeinschaft ohne Standesunterschiede, ohne Steuern und Ehe; darüber hinaus forderten sie eine Gesellschaft ohne staatliche und kirchliche Machtstrukturen.
Der Dudelsackpfeifer Hans Böhm predigte 1476 in Niklashausen soziale Gleichheit ohne Standesunterschiede und lehnte Steuern, Abgaben, Frondienste, Zinsen und Ständewesen ab. Wie die Hussiten verstand er Gütergemeinschaft als Verwirklichung des unmittelbar bevorstehenden irdischen Gottesreiches (Chiliasmus). Die von ihm initiierte Wallfahrerbewegung richtete sich gegen die ständische Ordnung, den korrupten katholischen Klerus und die weltlichen Fürsten und verlangte umfassende Sozialreformen. Auch Böhm wurde hingerichtet.
Erst während der Reformation im 16. Jahrhundert wirkten ökonomische Bedingungen und Berufung auf biblische Tradition so zusammen, dass eine umfassende Gesellschaftsveränderung zu mehr sozialer Gerechtigkeit möglich erschien. Nikolaus Storch (Zwickau) und Thomas Müntzer (Allstedt), ein Schüler Martin Luthers, versuchten um 1520 in Thüringen und Sachsen radikaldemokratische Stadtverfassungen durchzusetzen. Müntzer gründete eine Art Geheimbund, der auch Gütergemeinschaft forderte. Ob er diese praktizierte, ist unsicher. Er schloss sich 1523 den von Süddeutschland ausgehenden Bauernaufständen an. Mit Berufung auf alt- und neutestamentliche Bibeltradition, vor allem die Apokalyptik, forderte er in seinen Predigten, das Reich Gottes als irdische Gesellschaftsordnung ohne Herrschaftsinstitutionen von Staat und Kirche zu verwirklichen. Michael Gaismairs Tiroler Landesordnung (1526) und Hans Hergots Schrift Von der neuen Wandlung (1527) vertraten im Kontext damaliger Bauernaufstände die Idee einer ständefreien frühdemokratischen Gesellschaftsordnung mit einem Gemeineigentum am Boden. Jakob Hutter begründete 1533 in Tirol eine Wiedertäuferkommune und die bis heute existierende Gemeinschaft der Hutterer. Er verstand die dort praktizierte Gütergemeinschaft als unbedingtes Merkmal wahren Christseins und Trennungsmerkmal von den Großkirchen. Deshalb wurden die Hutterer von katholischen und evangelisch-lutherischen Obrigkeiten und Theologen als für die mittelalterliche Gesellschaftsordnung besonders gefährlich eingestuft. Diese der Täuferbewegung und den Bauernaufständen nahestehenden Gruppen wurden sowohl von katholischen wie evangelischen Landesherren als Ketzer verfolgt; ihre Anführer wurden fast immer hingerichtet.
Im Englischen Bürgerkrieg (1642–1649) entstanden erneut christliche Gruppen, die Gemeineigentum als Kirchen- und Gesellschaftsreform forderten und ansatzweise verwirklichten. Gerrard Winstanley baute 1649 eine Landkommune in Wales auf, die freigewordenen Ackerboden gemeinsam besetzte und bewirtschaftete. In seinen Schriften forderte er die Enteignung aller Adeligen und des Klerus sowie gemeinsamen Bodenbesitz aller englischen Bauern als konkrete Zukunftsvision. Diese begründete er ausschließlich biblisch und unabhängig von kontinentalen Vorbildern. Er wurde damit zum theoretischen Führer der englischen Diggers (Grabende) und Levellers (Ausgleicher, Einebner). Die Quäker und Mennoniten nahmen solche englischen Gruppen auf und vertraten teilweise ähnliche Ideen. Die Duchoborzen in Russland (um 1633) und Labadisten in Maryland (ab 1683) praktizierten Gemeinschaftseigentum in ihren Siedlungen.
Allen diesen Gruppen gemeinsam war, dass sie die Gütergemeinschaft der Urgemeinde nach Apg 2 als gültiges, normatives Modell für ihre Gegenwart betrachteten und sie partiell zu verwirklichen versuchten. Dies wird als Ausdruck für eine tiefe Gesellschaftskrise und Reaktion auf die Verarmung breiter Bevölkerungsschichten gedeutet. Keiner dieser oder ähnlicher Reformanläufe konnte sich lange halten. Sie scheiterten meist an den Machtverhältnissen oder inneren Unstimmigkeiten.

## Geschichte im deutschsprachigen Raum

### 19. Jahrhundert
Im 19. Jahrhundert verschärften sich mit der Industrialisierung die sozialen Gegensätze, und in vielen europäischen Staaten entstand ein Proletariat. Nach großen Teilen des Bürgertums im 18. Jahrhundert wandten sich auch die meisten Arbeiter von Christentum und Kirche ab, da sie diese mit den herrschenden Klassen verbunden sahen. Stattdessen begründeten sie ihre Ziele zunehmend mit wissenschaftlichem Anspruch. Mit der in Gewerkschaften und Linksparteien organisierten Arbeiterbewegung wuchs eine neue soziale Kraft heran, die eine gerechte Gesellschaftsordnung anstrebte.
Nun begannen auch einige jüdische und christliche Theologen, sich mit der „sozialen Frage“ auseinanderzusetzen. Eine Reaktion darauf war die Innere Mission, eine neue Form des im 17. Jahrhundert entstandenen Pietismus: Ihre Vertreter betonten die persönliche Glaubensentscheidung des Einzelnen, die soziale Verantwortung aller Bürger und die Diakonie als christlichen Dienst an der Gesellschaft. Dabei grenzten sie sich strikt von sozialistischen Vorstellungen ab und beschränkten sich auf individualethische, nicht sozialpolitische Versuche, der Verarmung großer Bevölkerungsteile zu begegnen.
Um 1830 entstand in Frankreich der Frühsozialismus. Viele seiner Vertreter übten scharfe Religionskritik an der Kirche und dem Christentum ihrer Zeit, beriefen sich dazu aber ausdrücklich auf die urchristliche Gütergemeinschaft, leiteten die Idee der Brüderlichkeit daraus ab und begründeten damit ihre Zukunftsvision von weltweiter Demokratie und Kommunismus: so etwa Pierre Buchez, Constantin Pecqueur, Etienne Cabet und Louis Blanc. Bereits die Saint-Simonisten und in ihrer Nachfolge die Fourieristen hatten sich explizit als Christen bezeichnet. So riefen sich die Saint-Simonisten in Berufung auf Saint-Simons Nouveau christianisme (1825) zur Kirche aus und verstanden sich als Apostel. Auf den deutschsprachigen Raum übten diese Ideen maßgeblichen Einfluss aus. Moses Hess, der Begründer des sozialistischen Flügels im Zionismus, begründete den Sozialismus ebenfalls mit biblischer Tradition. Der französische katholische Priester Félicité de Lamennais vertrat ab 1833 solche Ideen in seinem Buch Worte eines Gläubigen (deutsch 1834). Er gilt als Begründer des religiösen Sozialismus. In seinem Buch Livre du Peuple (1838) setzte er das Naturrecht mit der Lehre Jesu Christi gleich und deutete diese als Begründung einer sozialen Revolution.
Mit diesen Gedanken beeinflusste Lamennais deutsche Frühsozialisten stark, darunter Wilhelm Weitling, der den Bund der Gerechten gründete. Weitling vertrat in seinen Büchern Die Garantien der Harmonie und der Freiheit (1841) und Das Evangelium des armen Sünders (1842) die Auffassung, Jesus sei ein Prophet der Befreiung aller Menschen durch den Kommunismus gewesen. Die Urgemeinde habe einen von ihm gewollten kommunistischen Geheimbund gebildet. Die Kirchen hätten seine Lehre verdunkelt, so dass die Christen von außerhalb der Kirchen daran erinnert werden müssten. Darauf reagierten Schweizer Protestanten 1847 mit scharfer Ablehnung: Kommunismus sei der Gipfel des menschlichen Egoismus, der nur nach Materiellem strebe. Die christliche Religion sei sein unversöhnlicher weltanschaulicher Gegner, da sie nach geistiger Erlösung vom Materiellen strebe.
Karl Marx grenzte sich schon früh, ebenso wie Friedrich Engels, scharf gegen religiöse sozialistische Ideen ab. Für Marx war Religion ein irrationales „Opium des Volkes“, das einerseits die Sehnsucht auf Erlösung vom Elend und den Protest dagegen ausdrückte, andererseits die reale Emanzipation des Proletariats verhinderte, weil sie die Massen nur vertröste und ihnen die Ursachen ihres Leides verschleiere. Er sah das Christentum seiner Zeit als bürgerlichen Idealismus, der mit der revolutionären Umwälzung der Verhältnisse allmählich verschwinden werde. Weitling und seine Anhänger wurden nach dem Bruch mit Marx aufgrund unterschiedlicher Auffassungen über eine Revolution aus dem Bund der Kommunisten ausgeschlossen.
Die marxistische Sicht prägte die deutsche Sozialdemokratie im Deutschen Kaiserreich, die sich 1863 mit dem ADAV zu organisieren begann. Bis 1918 und darüber hinaus wurden die Christen und die Kirchen dort durchweg als wesentliche Stütze der Monarchie und des Kapitalismus erlebt und abgelehnt. Umgekehrt war es auch im deutschen Protestantismus, etwa bei Adolf Stoecker und Friedrich Naumann, und im Katholizismus nahezu einhelliger Konsens, dass die „materialistische“ Sozialdemokratie „gottlos“ und daher völlig unvereinbar mit dem Christentum sei.
Nur sehr wenige evangelische Pfarrer traten in sozialdemokratische Organisationen ein. Der wahrscheinlich erste, der dies in der Schweiz tat, war Paul Brandt, der 1888 die Sozialdemokratische Partei der Schweiz (SPS) mitgründete. Ihm folgten Howard Eugster (1908) und Paul Pflüger (1911). Sie wurden vor 1914 für die SPS in den Schweizer Nationalrat gewählt und mussten dazu ihr Pfarramt aufgeben. 1891 (kurz nach der Aufhebung der Sozialistengesetze) trat der Württemberger evangelische Pastor Theodor von Wächter in die SPD ein. Deswegen entzog die Kirchenbehörde ihm 1893 die Predigterlaubnis. Daraufhin gründete er eine Sozial-Christliche Vereinigung mit gemäßigten Zielen. Auch der deutsche Pfarrer Paul Göhre verlor nach seinem SPD-Beitritt 1899 sein Pfarramt und trat deswegen aus der Kirche aus.
Diese wenigen religiösen Sozialisten vertraten die seit der Aufklärung verbreitete Liberale Theologie, die Christentum auf eine ethische Lehre Jesu reduzierte und dieser universale Menschheitsideale entnahm. Anders als die meisten liberalen Theologen leiteten sie daraus aber nicht nur geistige Werte und Ziele ab, sondern traten auch praktisch für das Proletariat und für eine sozialistische Gesellschaft ein. Die Argumentation mit den Grunddaten der biblischen Heilsgeschichte, besonders dem stellvertretenden Tod und der Auferstehung Jesu Christi, überließen sie den konservativen („positiven“ oder orthodoxen) Theologen. Diese folgerten daraus eine rein karitative und diakonische Haltung zu sozialen Problemen und die strikte Ablehnung jeder revolutionären Gesellschaftsveränderung: „Das Evangelium schien eine Waffe für die  Vertreter der bürgerlichen Gesellschaft und den Status quo geworden zu sein. Die Kämpfer für eine Veränderung gaben es resigniert aus der Hand.“

### 1900 bis 1945
Ab etwa 1900 entdeckten und untersuchten historisch-kritische Bibelforscher auch sozialkritische Bibeltraditionen. Die urchristliche Nachfolgeethik und Gütergemeinschaft wurden nun von manchen Theologen zur Begründung für eine Affinität von Evangelium und Sozialismus herangezogen, die Christen zum Eintreten für eine gerechte Gesellschaftsordnung verpflichte. Die Hauptvertreter bezogen sich besonders auf die Bergpredigt. Sie bejahten die marxsche Kapitalismusanalyse und sahen im Proletariat, der Industriearbeiterschaft, die entscheidende Kraft zur Gesellschaftsveränderung. Sie versuchten, die kirchlich geprägten Christen für die Arbeiterbewegung zu öffnen und ihnen den Sozialismus als ethische Entscheidung nahezubringen, die nicht unbedingt den Atheismus einschließe.
Der evangelische Pfarrer Christoph Blumhardt hatte 1880 eine von seinem Vater gegründete seelsorgerliche Stiftung in Bad Boll übernommen, wo er eine Form des Pietismus predigte: Das Evangelium sei Gottes leibhaftige Gegenwart in Jesus Christus in der von Sünde und Tod beherrschten Welt. Entscheidend sei daher nicht das individuelle Seelenheil, sondern der Kampf und Sieg Jesu Christi über diese weltbeherrschende Macht und das dynamische, weltverändernde Kommen seines Reiches. Dies stelle den Egoismus radikal in Frage und verlange nicht Religiosität, sondern radikale, die Welt umstürzende Hinwendung zum Mitmenschen und seiner Not. Dieser Herausforderung gegenüber verweigere sich das Christentum, indem es mit dem Nationalismus, Imperialismus und dem „Anti-Gott“ des „Mammonismus“ (Kapitalismus) paktiere. Es gehöre daher zu jener satanischen Macht, die Jesus ans Kreuz geliefert habe. Deshalb bekannte sich Blumhardt 1899 auf einer lokalen SPD-Versammlung zum Sozialismus. Er verstand die Sozialdemokratie als Wirken Gottes in der Geschichte, weil sie erstmals die Unterdrückten als handelnde Subjekte anerkenne und ihnen so eine eigene Stimme und historische Rolle gebe. Er trat nach starken öffentlichen Protesten in die SPD ein und wurde daraufhin von der Kirchenleitung entlassen. Er leitete dann die Stiftung seines Vaters weiter, deren Arbeit spätere religiöse Sozialisten stark beeinflusste. Er gilt als Begründer dieser Bewegung im deutschsprachigen Raum.
Blumhardt beeinflusste entscheidend die Schweizer Theologen Hermann Kutter und Leonhard Ragaz. Beide begrüßten die erstarkende Arbeiterbewegung als aktuelle Herausforderung des ganzen Christentums und fassten die unaufhaltsam wachsende Sozialdemokratie als Zeichen für das kommende Reich Gottes: Ihr Angriff auf den Kapitalismus bedeute das radikale Gericht über die herrschende, von Kirche und Christentum geprägte Kultur und entspreche trotz ihres Atheismus dem transzendenten Reich Gottes und seiner Kulturkritik. Die Kirche berufe sich nur dazu auf Gott, um jegliche soziale Gerechtigkeit auf Erden abzublocken. Beide verstanden Sozialismus zum einen als Folge des Handelns Gottes, zum anderen als Verwirklichung seines Willens auf Erden. In seiner Schrift Sie müssen! (1903) bezeichnete Kutter die Sozialdemokraten als „Werkzeuge des lebendigen Gottes“ und „Künder der göttlichen Wahrheit“. Die stagnierende Gegenwart müsse unweigerlich einer neuen, besseren Zukunft weichen. Diese leidenschaftliche Anklage gegen die Kirche zugunsten der Sozialdemokratie löste heftige innerkirchliche Debatten aus und wurde als Zäsur begriffen. Ob Christen nun der SPD beitreten müssten, hatte Kutter offengelassen; er sah es nicht als ihre Aufgabe an, die Sozialdemokraten zu Gott zu bekehren und aktiv bei ihnen mitzuwirken. Stattdessen sollten sie sich dem Gericht Gottes beugen und passiv auf sein weiteres Handeln in der Geschichte warten.
Ragaz, der Kutters Schrift verbreitete, wollte dagegen Christen und Sozialisten zu gemeinsamer politischer Aktivität dauerhaft verbinden. Nur in dieser Verbindung werde es eine echte religiöse Erneuerung geben: „Religiöses und soziales Suchen – beide vielfach getrennt fließend und zueinander hinstrebend – das dürfte … die umfassendste und einfachste Bezeichnung unserer religiösen Lage und Aufgabe sein.“ Für diese Suche nach einer Synthese gab er ab 1906 mit Benedikt Hartmann und Rudolf Liechtenhan die Zeitschrift Neue Wege. Blätter für die religiöse Arbeit heraus. Sie sollte den bestehenden kirchlichen Gruppen keine neue hinzufügen, sondern für sie alle ein Diskussionsforum bieten. Dazu organisierte Ragaz auch die erste Religiös-Soziale Zusammenkunft am 17. und 18. April 1907 in Zürich. Darauf folgte die jährliche Religiös-Soziale Konferenz für Christen aller kirchenpolitischen Lager. Im Januar 1909 riefen Kutter, Ragaz, Liechtenhan und Oskar Pfister (1873–1956) alle Christen auf, sich zu sammeln: „… die mit uns eine prinzipielle Umgestaltung unserer Wirtschaftsordnung als eine religiöse und sittliche Pflicht empfinden und die soziale Bewegung unserer Tage als ein Mittel zur Verwirklichung des Reiches Gottes freudig begrüßen.“ 1911 initiierte Liechtenhan einen Verein der Freunde der religiös-sozialen Konferenz, der bewusst programmatische Festlegungen vermied und sich nicht als Kirchenpartei sah. Doch Ragaz wollte die Gruppe immer stärker an der revolutionären Gesellschaftsveränderung beteiligen. Er trat 1913 in die SPS ein; dies war der Bruch mit Kutter, der nie einer Partei angehörte. Ragaz verstand seinen Schritt als grundsätzliche Solidarisierung mit dem Proletariat, nicht als Zustimmung zu einem bestimmten Programm. Sozialismus war für ihn die „Gemeinschaftspflicht“ in allen Lebensbereichen, die weit über Parteipolitik hinausgehe. So vertrat er gegen die SP-Mehrheit nach 1914 den Pazifismus. Seine Versuche, bei deutschen liberalen Christen um Martin Rade Anhänger zu finden, scheiterten, da diese meist den Ersten Weltkrieg bejahten.
Der Schweizer reformierte Theologe Karl Barth brach mit seinen theologischen Lehrern, nachdem diese im August 1914 mit großer Mehrheit Deutschlands Kriegseintritt bejaht hatten. Barth war zuvor als Pastor in Safenwil für mehr Arbeiterrechte, Gewerkschaften und soziale Pflichten der Unternehmer eingetreten. Er trat 1915 in die SPS ein und begrüßte das Zimmerwalder Manifest als Versuch, eine neue Internationale gegen den Krieg zu gründen. Anfangs setzte er ähnlich wie Blumhardt, Kutter und Ragaz Jesus Christus als Verkörperung des Reiches Gottes und die sozialistische Bewegung seiner Gegenwart miteinander gleich. 1919 begründete er mit seinem Kommentar zum Römerbrief die „dialektische Theologie“. In seinem Tambacher Vortrag betonte er, dass christlicher Glaube und Politik nicht zu vermischen seien, um gerade so ein neues positives Verhältnis von Kirche und Arbeiterbewegung anzubahnen. Jede direkte Verbindung von Gottes Offenbarung und einer politischen Ideologie sei ein unzulässiger Missbrauch des Evangeliums. Dieses fordere jedoch eine rationale Entscheidung für eine gerechte Zukunftsgesellschaft, die Gottes Reich entspreche, nicht aber beanspruche, dieses zu verwirklichen. Barth vertrat damit im deutschsprachigen Protestantismus eine Minderheitsposition.
Nach dem Ersten Weltkrieg entstanden in Deutschland verschiedene Gruppen von Christen mit sozialistischen Zielen. Aus christlich-sozialistischen Impuls gründeten die katholischen Geistlichen Magnus Jocham, Josef Král und Franziskus Maria Stratmann 1919 den pazifistischen Friedensbund Deutscher Katholiken. In diesem Umfeld entstand 1920 auch die Christlich-Soziale Partei Bayerns, aus der 1925 die Christlich-Soziale Reichspartei hervorging. Diese war eine Linksabspaltung der katholischen Zentrumspartei, näherte sich der KPD an und benannte sich daher 1931 in Arbeiter- und Bauernpartei Deutschlands (Christlich-radikale Volksfront) um.
Auch die evangelische Neuwerksbewegung ist in Vorläufern zunächst Ausdruck der sich auch in christlichen Jugendbewegungen findenden Strömung eines sozialen Christentums und einer Hinwendung zum Urchristentum. Die eigentliche Neuwerk-Bewegung die sich am Anfang der Weimarer Republik formt, wird meist als christlich-sozialistisch eingeordnet (Hauptvertreter: Eberhard Arnold).
Ende 1919 entstanden in Berlin, Anfang 1920 in Köln und bald in vielen anderen Städten religiös-sozialistische Gruppen, darunter der Bund sozialistischer Kirchenfreunde unter Günther Dehn. Er schloss sich bald mit dem Bund Neue Kirche zu einer religiös-sozialen Vereinigung zusammen. Georg Wünsch (1887–1964) formulierte damals einen Programmentwurf: Die Novemberrevolution habe die Kirche zu ihrer eigentlichen Bestimmung befreit. Sie könne nun „die Sache der Unterdrückten zu der ihrigen“ machen. Christi Geist zwinge sie, allem Nationalismus zu widerstehen und für internationale Völkerversöhnung zu arbeiten, um eine in Christus geeinte Menschheit zu erreichen. Welche Gesellschaftsform diese haben solle, blieb offen.
Der Quäker Emil Fuchs (1874–1971) schlug vor, die Volkskirche solle sich in der Krisensituation nach der Republikgründung zur Bekenntniskirche wandeln und zur Einigung des Volkes in „brüderlicher Liebe“ bekennen. Wünsch hielt dies für unrealistisch. Auf Initiative des Pforzheimers Erwin Eckert (1893–1972) gründete sich 1926 aus diesen verschiedenen Vorläufern der Bund der religiösen Sozialisten Deutschlands (BRSD). Er wollte die damalige nationalistische, militaristische und antidemokratische Mehrheit in der DEK langfristig verändern.
Ähnliche Gruppen entstanden auch in anderen Staaten Europas und Amerikas. Die Verbindung von Religion mit Sozialismus wurde dort viel diskutiert. Einige verstanden das Reich Gottes als gegenwärtige, auch in der Sozialdemokratie wirkende Kraft, andere als transzendente Zukunft, die durch politische Ziele nur abgebildet, nicht verwirklicht werden könne. Der BRSD hatte bis 1933 über 20.000 Mitglieder in 17 Landesverbänden mit vielen Ortsgruppen, eingeteilt in vier Regionen. Eckert leitete den Südkreis, Fuchs den Mittelkreis, Georg Fritze (1874–1939) den Westkreis, Paul Piechowski (1892–1966) den Nordkreis und Günther Dehn (1882–1970) Berlin. Gesamtleiter bis 1931 war Eckert, danach bis 1933 Bernhard Göring (1897–1949). Einige Mitglieder standen dem Neuwerkkreis nahe, der 1923 aus der Jugendbewegung hervorging und Genossenschaften als Wohn- und Bildungseinheiten anstrebte; es kam jedoch zu keiner Einigung. 1929 schloss der Bund sich mit der Gruppe katholischer Sozialisten zusammen; auch jüdische Sozialisten gehörten dazu.
Der BRSD trat bei Kirchenwahlen in allen Landeskirchen an und forderte u. a. strikte Trennung von Kirche und Staat, Senkung der Kirchensteuer, kirchliche Aufrufe gegen die Arbeitslosigkeit, gegen Militärgottesdienste und gegen einen Trauertag zum Gedenken an den Vertrag von Versailles. Seine Kandidaten erhielten jedoch selten mehr als 10 Prozent der Stimmen.
Eckert trat öffentlich für Antimilitarismus und für die Sowjetunion ein und erhielt deshalb mehrere kirchliche Disziplinarverfahren. Nachdem die SPD ihn 1931 ausschloss, trat er der KPD bei und wurde daraufhin als Leiter des Bundes abgesetzt. Die Nationalsozialisten nahmen ihn 1933 in Schutzhaft und verurteilten ihn 1936 zu drei Jahren Zuchthaus. Nach 1945 hatte er in der KPD-West, später der DKP Leitungsfunktionen in Baden und blieb bis zu seinem Tod dort Mitglied.
Nicht alle Christen, die Sozialismus anstrebten, waren zugleich im BRSD organisiert, bejahten und unterstützten aber wie Karl Barth dessen Ziele. Neben dem BRSD existierten kleinere vorwiegend akademische Gruppen wie der Tillich-Kreis um den Theologen Paul Tillich, der im Sozialismus eine zeitgeschichtliche Gestalt des „Kairos“, der innergeschichtlichen Offenbarung Gottes, fand.
Von Anfang an warnten die Mitglieder des BRSD immer wieder vor der Gefahr durch Nationalismus und Antisemitismus. Sie gehörten auch zu den Ersten, die gegen die neu gegründete Partei der Deutschen Christen in der Evangelischen Kirche mit einem Massenflugblatt protestierten:

„Sie werden vom Evangelium reden, aber sie meinen damit ihr eigenes Evangelium des Rassehochmutes, der brutalen Vergewaltigung jeder anderen Meinung, der Verherrlichung des Kriegsgeistes und der militärischen Aufrüstung. Sie haben das Kreuz Christi verzerrt zum Hakenkreuz … So streckt Hitler seine Hände nach der evangelischen Kirche aus wie nach einer sicheren Beute und fühlt sich schon jetzt als der zukünftige Herr der Kirche.“

Der BRSD war die wichtigste und geschlossenste antifaschistische Gruppe im deutschen Protestantismus vor 1933. Daher gehörten sie 1933 zu den ersten von den Nationalsozialisten Verfolgten. Die Pfarrer Karl Kleinschmidt (1902–1978), Ernst Lehmann (1861–1948), Arthur Rackwitz (1895–1980) und der Pazifist Hans Karl August Francke (1864–1938), seinerzeit Pfarrer in der Heilig-Kreuz-Kirche (Berlin-Kreuzberg), wurden ab 6. März 1933 Monate lang inhaftiert. Franckes Bericht darüber zirkulierte in den Berliner Gemeinden; als dies den Behörden bekannt wurde, inhaftierten sie ihn erneut. Dennoch leitete er bis zu seinem Tod im Konzentrationslager mit Rackwitz die „Bruderschaft sozialistischer Theologen“.
Paul Tillich verlor als erster nichtjüdischer Professor seinen Lehrstuhl in Frankfurt am Main und emigrierte in die USA. Auch Emil Fuchs und Martin Heinrich Kappes (1893–1988) konnten emigrieren. Bis Juni 1933 lösten sich einige Landesverbände und Ortsgruppen des BRSD selbst auf; am 18. Juli 1933 wurde er offiziell verboten. Manche Ortsgruppen arbeiteten dennoch illegal weiter, einige Mitglieder schlossen sich unterschiedlichen Widerstandsgruppen an. Ernst von Harnack (1888–1945) nahm am Widerstand des 20. Juli 1944 teil und wurde danach hingerichtet.
Karl Barth, der 1931 betont in der SPD geblieben und nie Mitglied im BRSD geworden war, verteidigte 1932 den Pazifisten Günther Dehn, als SA-Gruppen diesen aus dem Amt jagen wollten. Barth unterstützte seit 1933 maßgeblich den Kampf der Bekennenden Kirche gegen die Gleichschaltung im Nationalsozialismus. Nachdem er den Beamteneid auf Adolf Hitler verweigert hatte, musste er Deutschland verlassen. Er kehrte 1937 in die Schweiz zurück und versuchte von dort aus weiter in das deutsche Geschehen einzugreifen. 1945 noch vor dem Kriegsende trat er in das Nationalkomitee Freies Deutschland ein, in dem zuvor von den Nationalsozialisten verfolgte, meist ins Exil geflohene Sozialisten, Kommunisten und Antifaschisten gemeinsam eine freie und soziale Verfassung für ganz Deutschland konzipierten.

### Seit 1945
Nach 1945 fanden emigrierte und überlebende religiöse Sozialisten sich zunächst in Regionalgruppen wieder zusammen. Auch in der CDU gab es mit Karl Arnold einen führenden Vertreter des Christlichen Sozialismus. In Hessen bildeten Emil Fuchs und der katholische Autor Walter Dirks (1901–1991) die Arbeitsgemeinschaft für Christentum und Sozialismus („Chrisos“). Im Juni 1948 gründete sich der BRSD in Kassel neu. Sein demokratisch beschlossenes Programm grenzte sich strikt von jedem totalitären Regierungssystem ab; auch wurde betont, dass man keine Sonderform des Sozialismus anstrebe.
Die 1949 vollzogene deutsche Teilung betraf den BRSD stark; viele Mitglieder lehnten jede Zusammenarbeit mit Kommunisten ab. Fuchs trat daraufhin aus dem Bund und der SPD aus und zog nach Leipzig. Der westdeutsche Bund betonte nun stärker als früher das christliche Glaubensbekenntnis und das Ziel eines demokratischen Sozialismus in Anlehnung an das Darmstädter Wort von 1947. 1957 gab er sich ein neues Programm, nannte sich Gemeinschaft für Christentum und Sozialismus und machte Georg Wünsch zum Ehrenpräsidenten. Die Annäherung zwischen Protestanten und Sozialdemokraten, wie sie das Godesberger Programm der SPD von 1959 ausdrückte, wurde vom BRSD aktiv gefördert.
Im Kalten Krieg fand der BRSD jedoch nie zur früheren Stärke. Religiöse Sozialisten blieben zwischen dem Antikommunismus des Westens und dem Stalinismus des Ostens eine verschwindende Minderheit. Erst durch die Studentenbewegung bekam der BRSD neuen Zulauf und wuchs seit 1970 auf einige Hundert Mitglieder. 1977 kam es in Bochum zur Neugründung, wobei man ausdrücklich auf das erste Programm von 1926 zurückgriff. Erster Bundessprecher wurde der Bochumer Mathematikprofessor Günter Ewald. Seine Nachfolger waren der Bielefelder katholische Theologe Klaus Kreppel, der Düsseldorfer evangelische Theologe Erhard Griese und der Berliner evangelische Theologe Ulrich Peter. Bis 1990 ging die Mitgliederzahl leicht zurück; seitdem verzeichnet der BRSD wieder Zuwachs. Neue Mitglieder sind heute vielfach parteigebundene oder parteilose Linke, die sich in keiner Linkspartei mehr aufgehoben fühlen. Der BRSD ist seinerseits Mitglied im Internationalen Bund Religiöser SozialistInnen (ILRS) der Bundesarbeitsgemeinschaft Kirche und Rechtsextremismus (BAG K+R) und im Attac-Netzwerk.
Der Einfluss von religiös-sozialen Ideen in der EKD ist dennoch seit 1945 erheblich gewachsen; sie haben deren Sozialethik und politische Ausrichtung mitgeprägt. So ging etwa die Ostdenkschrift der EKD von 1965, die eine Entspannungspolitik und Versöhnung mit Polen und Russland konzipierte, auf frühere Forderungen des BRSD zurück. Der Kirchenhistoriker Günther Brakelmann resumierte daher:

„Obwohl die religiös-sozialistische Bewegung … innerhalb des Protestantismus immer eine Minderheitenbewegung gewesen ist, hat sie die Diskussion um das Verhältnis von Kirche und Arbeiterschaft, Kirche und Sozialismus wie Kirche und Wirtschaftsordnung entscheidend mitbestimmt und befruchtet.“

In der DDR spielte der BRSD als Organisation keine Rolle. Einzelne religiöse Sozialisten engagierten sich in der SED, die dem religiösen Sozialismus um 1946/47 vordergründig offen gegenüberstand: so Arthur Rackwitz, Erich Kürschner, Karl Kleinschmidt oder Bernhard Göring. Letzterer wurde nach 1946 stellvertretender Vorsitzender des FDGB und gehörte dem SED-Vorstand an. Fuchs war Mitglied im Deutschen Friedensrat, „Ehrenmitglied“ der Ost-CDU und seit 1958 auch Mitglied in der gegen die Atombewaffnung gegründeten Christlichen Friedenskonferenz. Er erhielt hohe staatliche Ehrungen und Auszeichnungen. Erich Hertzsch (1902–1995) bemühte sich, den Dialog zwischen Christen und Marxisten im Sinne des Gründungsprogramms des BRSD von 1926 fortzuführen. Vereinzelt schlossen sich religiöse Sozialisten auch der Ost-CDU oder wie Heinrich Mertens der LDP an.
In vielen evangelischen Gemeinden, besonders ihren Jugendgruppen, blieb jedoch eine unorganisierte und programmatisch nicht fixierte religiös-sozialistische Tradition verbreitet. Rudi Dutschke war Anfang der 1950er Jahre in einer solchen Gruppe aktiv und wurde durch das Vorbild des Pastors von Luckenwalde religiöser und demokratischer Sozialist. Aus diesem und dem familiären Hintergrund heraus lehnte er den Militärdienst in der NVA 1957 ab und berief sich auf den Pazifismus.
Seit 1975, als die Schlussakte von Helsinki verabschiedet wurde, bildeten sich in der DDR neue religiös-sozialistische Gruppen gegen den Stalinismus, so im Bereich der Offenen Arbeit der evangelischen Kirchen und in der Kirche von Unten. Sozialistische Christen spielten seit 1980 im Kontext der Friedensbewegung eine vorantreibende Rolle in Zusammenschlüssen wie den Basisgruppen der Christlichen Friedenskonferenz in Sachsen (CFK-Basisgruppe Königswartha) und Thüringen (CFK-Gruppe Kapellendorf), der Gruppe Gegenstimmen, ab 1989 in der Vereinigten Linken. Eine auch religiös-sozialistische Vereinigung entstand in der Endphase der DDR Anfang 1990 mit der Initiative Christliche Linke.

## Andere Staaten

### Irland und Großbritannien
In Irland entwickelte sich kein eigenständiger religiöser Sozialismus, bekannte Vertreter der Arbeiterbewegung wie James Connolly und James Larkin sahen jedoch keinen Widerspruch darin, einerseits Marxist, andererseits praktizierender Katholik zu sein. Connolly legte seine Gedanken über die Vereinbarkeit von Religion und Sozialismus 1910 in seiner Schrift Labour, Nationality and Religion nieder.
In Großbritannien bildete sich 1877 mit der Guild of Saint Matthew um Stewart Headlam eine erste christlich-sozialistische Vereinigung, die dem hochkirchlichen Teil der Church of England entstammte, weitere Gruppen und Organisationen entstanden im Zeitraum vor und um 1900 beispielsweise mit der anglikanisch-reformistischen Christian Social Union und der aus dieser hervorgegangenen Church Socialist League sowie der methodistischen Sigma Society, der Catholic Socialist Society und der Free Church Socialist League.
Eine Sektion der ILRS entstand 1960 durch den Zusammenschluss der Society of Socialist Clergy and Ministers und der Socialist Christian League zum Christian Socialist Movement (CSM). Das CSM ist seit 1986 der Labour Party korporativ angeschlossen und fordert ebenso wie diese seit 1995 die Vergesellschaftung der Produktionsmittel nicht mehr explizit. Auf der CSM-Konferenz 2007 beschloss die Mehrheit der Delegierten in Abgrenzung von Tony Blairs damaliger Regierung, in Zukunft wieder verstärkt an die eigenen Traditionen und diejenigen der Labour Party anzuknüpfen.
Weitere heute bestehende Gruppen, welche radikalere Positionen als das CSM vertreten, sind in Großbritannien beispielsweise die 1979 wiedergegründete Quaker Socialist Society und die an die Tradition der Guild of Saint Matthew anknüpfende Society of Sacramental Socialists.

### Frankreich
Seit etwa 1830 begannen in Frankreich protestantische Pfarrer die infolge der Industriellen Revolution entstandene Armut der Arbeiter und ihrer Familien ernst zu nehmen und über die soziale Gerechtigkeit nachzudenken. 1871 entstand die „Mission populaire évangélique“ (evangelische Volksmission), die von dem protestantischen schottischen Pfarrer Robert McAll geleitet wurde. McAll arbeitete im Quartier de Belleville, in dem die Arbeiterfamilien in erbärmlichen Verhältnissen lebten. Er wollte vor allem die Alkoholkrankheit und die Gewalt bekämpfen. Auch machte er sich Sorgen wegen des nicht mehr vorhandenen christlichen Glaubens in vielen Arbeiterfamilien.
Einige Jahre später setzte sich der protestantische Pfarrer Tommy Fallot für einen christlichen Sozialismus ein. Er war Pfarrer an der Chapelle du Nord (der ehemaligen Kapelle Taitbout) in Paris. Es ging ihm nicht nur um materielle und moralische Hilfeleistungen, sondern er plädierte für einen christlichen Sozialismus und stellte die soziale Gerechtigkeit als politisches Ziel in den Vordergrund. Hierbei wurde er von bedeutenden Personen wie dem Theologieprofessor Raoul Allier und den Pfarrern Charles Wagner, Wilfred Monod, Élie Gounelle und Jules Jézéquel unterstützt. Sie gründeten die „Solidarités“, Häuser, in denen sich Menschen verschiedener Konfessionen und Weltanschauungen trafen und gegenseitig halfen.
Zur gleichen Zeit wurde in Nîmes um den Nationalökonomen Charles Gide die „Ecole de Nîmes“  gegründet. Diese Schule trat für einen dritten Weg zwischen Kapitalismus und Sozialismus ein und unterstützte die Gründung von Genossenschaften.
In den 1930er Jahren entstanden Gruppen christlicher Sozialisten, die sich der Gauche Revolutionnaire innerhalb der sozialdemokratischen SFIO und später der Parti socialiste ouvrier et paysan (PSOP) von Marceau Pivert anschlossen.

### Niederlande
Neben christlich-sozialistischen Gruppen innerhalb der sozialdemokratischen SDAP bestand in den Niederlanden mit der Christelijk-Democratische Unie (CDU) von 1926 bis 1946 eine sich zwar nicht explizit, aber faktisch als sozialistisch verstehende, linke protestantische und pazifistische Partei, die von 1933 bis 1940 auch im Parlament vertreten war und 1946 in der neu gegründeten sozialdemokratischen Partij van de Arbeid (PvdA) aufging; kleinere und radikalere Organisationen der religiösen Linken waren der Vrije Menschen Bond und der Bond van Christen-Socialisten.
Die bekannte Dichterin Henriette Roland Holst wandte sich 1928 nach ihrer Abkehr vom Marxismus einem christlichen Sozialismus zu und gab während der deutschen Besetzung 1940–45 die Untergrundzeitschrift De Vonk (der Funke), später De Vlam (die Flamme), heraus. Nach 1945 organisierten sich religiöse Sozialisten zunächst in der PvdA, später teilweise in der linkssozialistischen Pacifistisch Socialistische Partij PSP, heute besteht innerhalb des PvdA die Vereniging voor Zingeving en Democratie, die der ILRS angeschlossen ist.

### Nordamerika
In den USA und Kanada vertreten manche Angehörige der traditionellen Freikirchen, besonders die Quäker, Methodistische und Wesleyanische Kirchen, Mennoniten und manche Baptisten nicht nur liberale, sondern auch antikapitalistische und sozialistische Ideen. Der presbyterianische Pastor Norman Thomas war langjähriger Vorsitzender und von 1928 bis 1948 sechsmaliger Präsidentschaftskandidat der Socialist Party of America, der zeitweilige Geistliche der Reformed Church in America, Abraham Johannes Muste, spielte in der Gewerkschaftsbewegung, in der Gründungsphase der trotzkistischen Bewegung um 1930 und bis zu seinem Tod 1967 in der Friedensbewegung eine wichtige Rolle.
Sowohl die der sozialdemokratischen Internationale angehörende Democratic Socialists of America wie auch die linkssozialistische Socialist Party USA beherbergen mit der Religion & Socialism Commission (neuerdings auch Religious Socialists genannt) bzw. der Faith & Socialism Commission (welche Angehörige verschiedener Religion vereint) religiös-sozialistische Vereinigungen.

### Basisgemeinden in Dritte-Welt-Ländern
In den 1960er und 1970er Jahren sind vor allem in Südafrika, Asien und Lateinamerika zahlreiche so genannte Basisgemeinden entstanden, die die Selbstorganisation der Armen mit einer sozialistischen Landreform und Umgestaltung der Gesellschaftsordnungen ihrer Länder verknüpfen. Sie knüpften an religiös-soziale Selbsthilfeprojekte an, die katholische Ordensgemeinschaften wie die Franziskaner und ihre internationalen Missionsgesellschaften seit langem aufbauen.
Daraus ging die Theologie der Befreiung hervor, die ähnlich wie die frühen religiösen Sozialisten Evangelisierung und Sozialisierung miteinander verbindet. Diese hat auf die Kapitalismuskritik des Vatikans und der katholischen Soziallehre zurückgewirkt.

### Ökumenische Bewegung
In der Ökumene findet ein reger Austausch zwischen den reicheren Kirchen der Industriestaaten und der riesigen Mehrheit armer Christengemeinden der „Zwei-Drittel-Welt“ statt, die auf eine gerechte Weltwirtschaftsordnung hin drängen. Auch in Europa und Nordamerika wirken zahlreiche religiös-soziale Nichtregierungsorganisationen in dieser Richtung. Sie verfolgen selten ein einheitliches sozialistisches Programm, bereiten aber oft politische Veränderungen vor und begleiten diese.
1971 konstituierte sich auf einer Konferenz in Chile die internationale Vereinigung Cristianos por el Socialismo mit Ablegern in mehreren Ländern, welche sich für eine Synthese christlicher und marxistischer Vorstellungen einsetzt; 1973 entstand mit ChristInnen für den Sozialismus ein heute noch bestehender Ableger in der Bundesrepublik, Sektionen bestehen derzeit weiterhin in Spanien, Belgien, Dänemark und Schweden.